# لردزتاون (اوهایو)
لردزتاون (به انگلیسی: Lordstown) یک روستا در ایالات متحده آمریکا است که در شهرستان ترامبل، اوهایو واقع شده‌است. لردزتاون ۵۹٫۹۳ کیلومتر مربع مساحت و ۳٬۴۱۷ نفر جمعیت دارد و ۲۹۰ متر بالاتر از سطح دریا واقع شده‌است.